# 피터 아츠
피터 아츠(네덜란드어: Peter Aerts, 1970년 10월 25일 ~)는 네덜란드 국적의 킥복싱 선수이자 종합격투기 선수다.

## 생애

### 출생
네덜란드에서 태어났다. 그의 주종목은 킥복싱이고, 주로 경기하는 무대는 K-1무대이다.

### 정보
주 베이스는 킥복싱이다. 그의 소속팀은 팀 아츠이고, 별명은 럼버잭(LumberJack)이자 20세기 최강의 킥복서로 불리고 있다. 2008년도 4월 26일에 원래 멜빈 맨호프와 붙어야 했는데 부상으로 빠지면서 대체선수로 레미 본야스키와 붙었다. 2008년 6월 29일 일본GP 슈퍼파이트에서 얀 노르키아를 3R에 TKO로 꺾었지만 예전에 경기를 한 것보다 몸놀림이 무거웠다. 2008년 9월 27일 서울에서는 자신이 1번 이기고 자신을 2번 패배하게 한 세미 슐트와 붙어 세미 슐트를 월드그랑프리 토너먼트에서 3R 2-0 판정승을 거두었지만, 2008년 12월 6일에 있었던 K-1 WGP 토너먼트 대회에서는 8강전에서 바다 하리에게 패한다. 다음해인 2009년에는 에롤 짐머맨과 니시지마 요스케에 연승을 거두나 2009년 9월 26일에 있었던 서울 개막전에서 알리스타 오브레임에게 판정패한다. 그 해 12월엔 구칸 사키에게 판정승을 거두나 다음해 2010년 4월 3일 요코하마 대회에서는 헤비급(100kg 이하) 챔피언 타이틀전에서 헤비급 챔피언인 후지모토 쿄타로에게 예상을 뒤엎는 처참한 KO패를 당해 급격한 노쇠화의 기미를 보였다. 하지만 그 해 10월에 있었던 개막전에서 에베르통 테이셰이라에게 판정승을 거두고 12월 11일 결승 토너먼트에서 시알라모 실리가와 디펜딩 챔피언 세미 슐트를 차례로 연파하는 파란을 일으키며 결승전에 진출하였다. 준준결승전인 세미 슐트와의 대결에서 모든 힘을 쏟아부어 힘겹게 진출한 결승전에서는 알리스타 오브레임에게 패배를 당해 준우승에 머물게 되나 그 날 대회의 진정한 주인공이자 K-1의 영원한 영웅으로 관계자들과 많은 격투기 팬들의 환호와 찬사를 한 몸에 받았다.

## 격투기 전적 정보

### 종합 격투 전적
- 2전 1승 1패(1 KO)

| 경기일자         | 상대            | 결과 | 내용            | 대회                      |
| ---------------- | --------------- | ---- | --------------- | ------------------------- |
| 2005년 12월 31일 | 오야마 슌고     | 패   | 1R 30초 힐홀드  | K-1 다이너마이트 2005     |
| 2005년 7월 6일   | 바바구치 요이치 | 승   | 1R 1분 36초 TKO | Sammy Present HERO'S 2005 |

### 입식 타격 전적
- 92전 66승 25패 1무(44 KO)

| 경기일자         | 상대                  | 결과   | 내용                 | 대회                                        |
| ---------------- | --------------------- | ------ | -------------------- | ------------------------------------------- |
| 2012년 12월 31일 | 무라드 부지디         | 패     | 1R 종료 TKO          | Dream 18 & Glory                            |
| 2012년 6월 30일  | 타이론 스퐁           | 패     | 3R KO                | It's showtime                               |
| 2010년 12월 11일 | 알리스타 오브레임     | 패     | 1R 1분 7초 KO        | K-1 월드 GP 2010 final                      |
| 2010년 12월 11일 | 세미 슐트             | 승     | 3R 판정              | K-1 월드 GP 2010 final                      |
| 2010년 12월 11일 | 시알라모 실리가       | 승     | 1R 2분 KO            | K-1 월드 GP 2010 final                      |
| 2010년 10월 2일  | 에베르통 테이셰이라   | 승     | 4R 연장판정          | K-1 월드 GP 2010 final 16                   |
| 2010년 4월 3일   | 후지모토 쿄타로       | 패     | 2R 1분 57초 KO       | K-1 월드 GP 2010 in yokohama                |
| 2009년 12월 5일  | 구칸 사키             | 승     | 3R 판정              | K-1 월드 GP 2009 final                      |
| 2009년 9월 26일  | 알리스타 오브레임     | 패     | 3R 판정              | K-1 월드 GP 2009 final 16                   |
| 2009년 8월 11일  | 니시지마 요스케       | 승     | 3R KO                | K-1 월드 GP 2009 in tokyo                   |
| 2009년 3월 28일  | 에롤 짐머맨           | 승     | 4R 연장판정          | K-1 월드 GP 2009 in yokohama                |
| 2008년 12월 6일  | 바다 하리             | 패     | 2R 1분 39초 TKO      | K-1 월드 GP 2008 final                      |
| 2008년 9월 27일  | 세미 슐트             | 승     | 3R 2-0 판정승        | K-1 월드 GP 2008 final 16                   |
| 2008년 6월 29일  | 얀 노르키아           | 승     | 3R TKO               | K-1 월드 GP 2008 in fukuoka                 |
| 2007년 12월 8일  | 세미 슐트             | 패     | 1R 1분 49초 KO       | K-1 월드 GP 2007 final                      |
| 2007년 12월 8일  | 레미 본야스키         | 승     | 3R 판정              | K-1 월드 GP 2007 final                      |
| 2007년 12월 8일  | 사와야시키 준이치     | 승     | 1R 1분 29초 KO       | K-1 월드 GP 2007 final                      |
| 2007년 9월 29일  | 레이 세포             | 승     | 2R TKO               | K-1 월드 GP 2007 final 16                   |
| 2007년 8월 5일   | 니콜라스 페타스       | 승     | 2R 2분 34초 KO       | K-1 월드 GP 2007 in hongkong                |
| 2007년 6월 23일  | 밥 샵                 | 승     | 1R 26초 KO           | K-1 월드 GP 2007 in amsterdam               |
| 2006년 12월 2일  | 세미 슐트             | 패     | 3R 판정              | K-1 월드 GP 2006 final                      |
| 2006년 12월 2일  | 글라우베 페이토자     | 승     | 2R 1분 4초 TKO       | K-1 월드 GP 2006 final                      |
| 2006년 12월 2일  | 모리 아키오           | 승     | 1R 2분 53초 KO       | K-1 월드 GP 2006 final                      |
| 2006년 7월 30일  | 게리 굿리지           | 승     | 3R 판정              | K-1 월드 GP 2006 in sapporo                 |
| 2006년 6월 3일   | 호리 히라쿠           | 승     | 2R 1분 23초 KO       | K-1 월드 GP 2006 in seoul                   |
| 2006년 3월 5일   | 세미 슐트             | 승     | 3R 판정              | K-1 월드 GP 2006 in Auckland                |
| 2005년 11월 19일 | 제롬 르 밴너          | 승     | 4R 연장판정          | K-1 월드 GP 2005 final                      |
| 2005년 9월 23일  | 시알라모 실리가       | 승     | 2R 42초 KO           | K-1 월드 GP 2005 final 16                   |
| 2005년 3월 19일  | 카터 윌리엄스         | 승     | 4R 연장판정          | K-1 월드 GP 2005 in seoul                   |
| 2004년 12월 4일  | 프랑수아 보타         | 패     | 1R 1분 13초 KO       | K-1 월드 GP 2004 final                      |
| 2004년 9월 25일  | 마이클 맥도날드       | 승     | 3R 판정              | K-1 월드 GP 2004 final 16                   |
| 2004년 6월 6일   | 게리 굿리지           | 승     | 3R 1분 40초 TKO      | K-1 월드 GP 2004 in nagoya                  |
| 2003년 12월 6일  | 모리 아키오           | 패     | 3R 판정              | K-1 월드 GP 2003 final                      |
| 2003년 12월 6일  | 알렉세이 이그나쇼프   | 승     | 4R 연장판정          | K-1 월드 GP 2003 final                      |
| 2003년 10월 11일 | 제렐 베네치안         | 승     | 3R 판정              | K-1 월드 GP 2003 final 16                   |
| 2003년 6월 29일  | 나카사코 츠요시       | 승     | 2R 1분 42초 KO       | K-1 Beast 2 2003                            |
| 2003년 3월 30일  | 스테판 레코           | 패     | 3R 1분 44초 KO       | K-1 월드 GP 2003 in Saitama                 |
| 2002년 12월 7일  | 레이 세포             | 패     | 3R 판정              | K-1 월드 GP 2002 final                      |
| 2002년 10월 5일  | 글라우베 페이토자     | 승     | 3R 판정              | K-1 월드 GP 2002 final 16                   |
| 2002년 7월 14일  | 알렉세이 이그나쇼프   | 패     | 5R 판정              | K-1 월드 GP 2002 in fukuoka                 |
| 2002년 6월 2일   | 안드레이 키르사노프   | 승     | 5R 판정              | K-1 survival 2002 후쿠야마 초상륙           |
| 2002년 4월 21일  | 니콜라스 페타스       | 승     | 1R KO                | K-1 Burning 2002 히로시마 초상륙            |
| 2001년 12월 8일  | 프란시스코 필리오     | 패     | 2R TKO               | K-1 월드 GP 2001 final                      |
| 2001년 8월 11일  | 스테판 레코           | 패     | 3R KO                | K-1 월드 GP 2001 in las vegas               |
| 2001년 8월 11일  | 모리스 스미스         | 승     | 5R 판정              | K-1 월드 GP 2001 in las vegas               |
| 2001년 8월 11일  | 우치다 노보루         | 승     | 3R TKO               | K-1 월드 GP 2001 in las vegas               |
| 2001년 4월 15일  | 노부 하야시           | 승     | 5R TKO               | K-1 Burning 2001 불의 국태본초상륙          |
| 2001년 3월 17일  | 미르코 필로포비치     | 패     | 5R 판정              | K-1 Gladiators 2001                         |
| 2001년 2월 4일   | 스치아트 그린         | 승     | 1R KO                | K-1 월드 GP 2001 세계지구예선 네덜란드 대회 |
| 2000년 12월 10일 | 시릴 아비디           | 승     | 3R 판정              | K-1 월드 GP 2000 final                      |
| 2000년 8월 20일  | 시릴 아비디           | 패     | 1R 2분 42초 TKO      | K-1 월드 GP 2000 in yokohama                |
| 2000년 7월 7일   | 시릴 아비디           | 패     | 1R 2분 13초 TKO      | K-1 Spirits 2000                            |
| 2000년 5월 12일  | 앤드류 톰슨           | 승     | 1R 55초 KO           | K-1 GP 2000 이탈리아 예선                   |
| 2000년 4월 23일  | 레이 세포             | 승     | 3R 2분 24초 KO       | K-1 the miliennium 2000                     |
| 2000년 1월 25일  | 모리 아키오           | 승     | 4R 연장 1분 25초 TKO | K-1 Rising 2000                             |
| 1999년 12월 5일  | 제롬 르 밴너          | 패     | 1R 1분 11초 KO       | K-1 월드 GP 1999 final                      |
| 1999년 10월 7일  | 로이드 반담           | 승     | 5R 판정              | K-1 월드 GP 1999 final 16                   |
| 1999년 7월 18일  | 샘 그레코             | 승     | 2R 1분 38초 KO       | K-1 Dream 99                                |
| 1999년 6월 6일   | 모리스 스미스         | 승     | 3R 2분 44초 TKO      | K-1 Survival 99                             |
| 1999년 4월 25일  | 맷 스켈톤             | 승     | 4R 3분 TKO           | K-1 Revenge 99                              |
| 1999년 3월 22일  | 짐 뮤렌               | 승     | 3R 1분 26초 KO       | K-1 The Challenge 99                        |
| 1999년 2월 3일   | 마이클 맥도날드       | 승     | 2R 2분 40초 KO       | K-1 Rising Sun 99                           |
| 1998년 12월 13일 | 앤디 훅               | 승     | 1R 1분 10초 KO       | K-1 월드 GP 1998 final                      |
| 1998년 12월 13일 | 마이크 베르나르도     | 승     | 1R 2분 53초 TKO      | K-1 월드 GP 1998 final                      |
| 1998년 12월 13일 | 사다케 마사아키       | 승     | 1R 2분 40초 TKO      | K-1 월드 GP 1998 final                      |
| 1998년 9월 27일  | 시니사 안드레아세비치 | 승     | 2R 1분 55초 KO       | K-1 월드 GP 1998 final 16                   |
| 1998년 7월 18일  | 프란시스코 필리오     | 무승부 | 3R 판정              | K-1 Dream 98                                |
| 1998년 6월 6일   | 앤디 훅               | 패     | 5R 판정              | K-1 fight night 98                          |
| 1998년 4월 9일   | 어네스트 후스트       | 승     | 5R 판정              | K-1 kings 98                                |
| 1997년 11월 9일  | 앤디 훅               | 패     | 3R 판정              | K-1 월드 GP 1997 final                      |
| 1997년 11월 9일  | 마이크 베르나르도     | 승     | 3R 1분 17초 KO       | K-1 월드 GP 1997 final                      |
| 1997년 9월 7일   | 제임스 워링           | 승     | 3R 1분 13초 KO       | K-1 월드 GP 1997 final 16                   |
| 1997년 7월 20일  | 제롬 르 밴너          | 승     | 2R 1분 19초 KO       | K-1 Dream 97                                |
| 1997년 4월 29일  | 쟝 클로드             | 승     | 2R 2분 58초 KO       | K-1 Braves 97                               |
| 1997년 3월 16일  | 앤디 훅               | 승     | 1R 1분 55초 TKO      | K-1 Kings 97                                |
| 1996년 10월 18일 | 마이크 베르나르도     | 패     | 3R 2분 37초 KO       | K-1 Starwars 96                             |
| 1996년 9월 1일   | 마이크 베르나르도     | 패     | 1R 2분 21초 TKO      | K-1 월드 GP 2004 final 16                   |
| 1996년 5월 6일   | 마이크 베르나르도     | 패     | 3R 13초 KO           | K-1 월드 GP 1996 final                      |
| 1996년 3월 10일  | 쟝 클로드             | 승     | 1R 2분 43초 KO       | K-1 월드 GP 1996 final 16                   |
| 1995년 12월 9일  | 마이크 베르나르도     | 승     | 1R 40초 KO           | K-1 허큘리즈 95                             |
| 1995년 9월 3일   | 샘 그레코             | 승     | 5R 판정              | K-1 Revenge2 95                             |
| 1995년 7월 16일  | 마이클 톰슨           | 승     | 2R 40초 KO           | K-1 Legend Show 95                          |
| 1995년 5월 4일   | 제롬 르 밴너          | 승     | 1R 1분 37초 KO       | K-1 월드 GP 1995 final                      |
| 1995년 5월 4일   | 어네스트 후스트       | 승     | 6R 연장판정          | K-1 월드 GP 1995 final                      |
| 1995년 5월 4일   | 아토카와 토시유키     | 승     | 2R 1분 2초 KO        | K-1 월드 GP 1995 final                      |
| 1995년 3월 3일   | 커크우드 워커         | 승     | 3R 2분 25초 KO       | K-1 월드 GP 1995 final 16                   |
| 1994년 12월 10일 | 그란 바커             | 승     | 1R 2분 KO            | K-1 Legend Lan 94                           |
| 1994년 4월 30일  | 사다케 마사아키       | 승     | 3R 판정              | K-1 월드 GP 1994                            |
| 1994년 4월 30일  | 패트릭 스미스         | 승     | 1R 1분 3초 KO        | K-1 월드 GP 1994                            |
| 1994년 4월 30일  | 랍 밴 에스동크        | 승     | 3R 1분 10초 KO       | K-1 월드 GP 1994                            |
| 1993년 9월 4일   | 디노 홀름스           | 승     | 1R 1분 36초 KO       | K-1 일류전 93                               |
| 1993년 4월 30일  | 어네스트 후스트       | 패     | 3R 판정              | K-1 월드 GP 1993                            |

### 타이틀
- IKBF 세계 헤비급 챔피언
- WMT 세계 무에타이 헤비급 챔피언
- K-1 그랑프리 94년, 95년, 98년 챔피언